# SuperBrawl Revenge
SuperBrawl Revenge si svolse il 18 febbraio 2001 presso il Municipal Auditorium di Nashville, Tennessee. Si trattò dell'undicesima ed ultima edizione dell'evento di wrestling in pay-per-view della serie SuperBrawl prodotto dalla World Championship Wrestling.
Il main event dello show fu il Two out of three falls count anywhere loser leaves town match tra Scott Steiner e Kevin Nash per il WCW World Heavyweight Championship. Steiner mantenne il titolo, costringendo Nash a ritirarsi dalla WCW. Altri match di rilievo disputati all'evento furono Diamond Dallas Page contro Jeff Jarrett, Ernest Miller contro Lance Storm per la carica di WCW Commissioner, le difese dei titoli World Tag Team, United States Heavyweight e Cruiserweight e gli incontri per determinare il primo sfidante alle cinture Cruiserweight e World Tag Team.
Insieme a SuperBrawl IV, è una delle due sole edizioni di SuperBrawl a non essere mai stata pubblicata in formato home video.

## Risultati
| N.         | Match                                                                                    | Stipulazione                                                                       | Durata |
| ---------- | ---------------------------------------------------------------------------------------- | ---------------------------------------------------------------------------------- | ------ |
| Dark match | Chris Harris sconfigge Kid Romeo                                                         | Single match                                                                       | N/A    |
| 1          | Shane Helms sconfigge Evan Karagias, Kaz Hayashi, Jamie Knoble, Shannon Moore e Yun Yang | Elimination match                                                                  | 17:30  |
| 2          | Hugh Morrus sconfigge The Wall                                                           | Single match                                                                       | 09:43  |
| 3          | Sean O'Haire & Chuck Palumbo (c) sconfiggono Mark Jindrak & Shawn Stasiak                | Tag team match per i WCW World Tag Team Championship                               | 11:37  |
| 4          | Chavo Guerrero Jr. (c) sconfigge Rey Misterio Jr.                                        | Single match per il WCW Cruiserweight Championship                                 | 15:54  |
| 5          | Rick Steiner (c) sconfigge Dustin Rhodes                                                 | Single match per il WCW United States Heavyweight Championship                     | 09:11  |
| 6          | Totally Buffed (Lex Luger & Buff Bagwell) sconfiggono Brian Adams                        | Handicap match                                                                     | 06:25  |
| 7          | Ernest Miller (con Ms. Jones) sconfigge Lance Storm                                      | Single match                                                                       | 08:07  |
| 8          | Chris Kanyon sconfigge Diamond Dallas Page                                               | Single match                                                                       | 08:15  |
| 9          | Diamond Dallas Page sconfigge Jeff Jarrett                                               | Single match                                                                       | 08:30  |
| 10         | Scott Steiner (c) (con Midajah & Ric Flair) sconfigge Kevin Nash 2–1                     | Two-out-of-three falls, retirement match per il WCW World Heavyweight Championship | 11:04  |